# Martín de Padilla Manrique

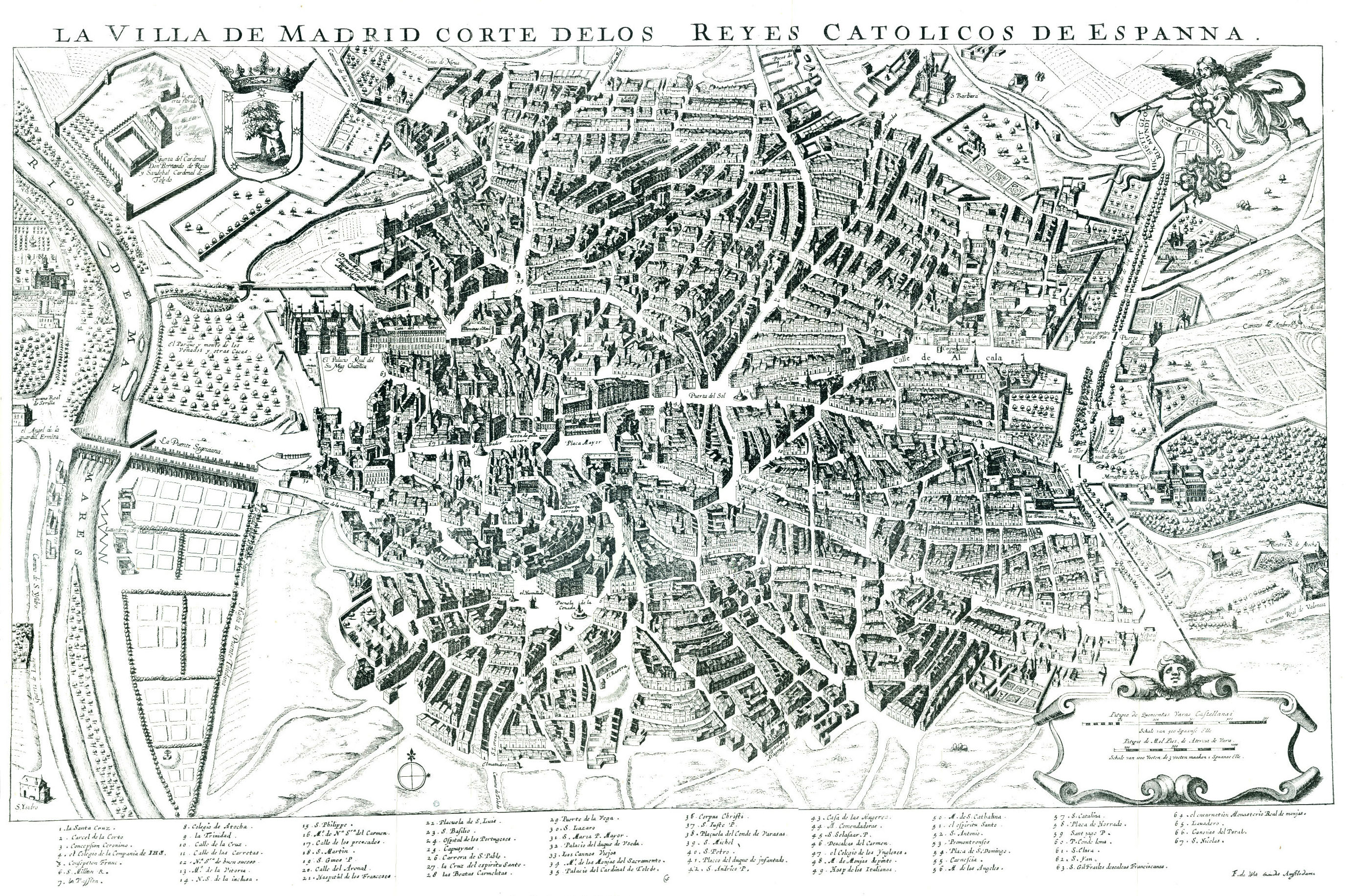
Madrid, ciudad en que vivió Martín, hacia 1622, según el Plano de Mancelli

Martín de Padilla Manrique fue un noble y jesuita español del siglo XVII.

## Biografía
Fue uno de los hijos del matrimonio formado por el noble y marino Martín de Padilla , I conde de Santa Gadea y adelantado mayor de Castilla; y su mujer y sobrina, Luisa de Padilla. Tuvo otros cinco hermanos:
- Juan de Padilla y Acuña, VI conde de Buendía y, después II conde de Santa Gadea, hasta su muerte sin sucesión en la Jornada de la Mahometa en 1606.
- Marco Antonio de Padilla Manrique, incapaz.
- Eugenio de Padilla Manrique, III conde de Santa Gadea, que fallece en Dueñas el 1 de junio de 1622 sin dejar sucesión, mandándose enterrar en el monasterio premostratense de San Miguel en Villamayor de Treviño (Burgos). A su muerte se inicia un pleito de tenuta que se salda a favor de Cristóbal Gómez de Sandoval y Rojas, I duque de Uceda, quien había estado casado desde 1597 con la hermana de éstos, Mariana Manrique de Padilla y Acuña. Eugenio contrajo matrimonio con Luisa de Moncada y Aragón, hija de los príncipes de Paternó y duques de Montalto, quien tras enviudar ingresó en el convento carmelita de Palencia con el nombre de Luisa del Santísimo Sacramento, construyendo un pasadizo voladizo que conectaba con su palacio situado junto a dicho convento, donde falleció en 1629.
- Mariana de Padilla y Manrique, casada con Cristóbal Gómez de Sandoval, entonces duque de Uceda. Cristóbal fue valido brevemente de Felipe III y era hijo de Francisco de Sandoval y Rojas, I duque de Lerma que fue el valido preeminente durante todo el reinado de ese monarca.
- Ana María de Padilla Manrique, casada en 1600 con Francisco Fernández de la Cueva, VII duque de Albuquerque y IV marqués de Cuéllar.
- Luisa de Padilla y Manrique, escritora, casada con Antonio Jiménez de Urrea, V conde de Aranda.[2]

Tras la muerte su hermano mayor Juan en 1606, debía heredar sus títulos y cargos entre los que se encontraba el de Adelantado Mayor de Castilla; ya que el hermano inmediato a Juan, Marco Antonio, era considerado incapaz.
Sin embargo, Martín decidiría ingresar en la Compañía de Jesús y renunció a esos títulos y cargos en su hermano menor Eugenio. En este ingreso influyó su tío ((y primo hermano) el jesuita Antonio de Padilla, quien  había renunciado a esos mismo títulos en 1573 para ingresar en la Compañía. 

Sobre la muerte de su hermano Juan y sus consecuencias dice Cabrera de Córdoba:
"la pérdida del Adelantado con la demás gente se ha sentido mucho; acá quedan los tres hermanos: el mayor [Marco Antonio] es tenido por simple y de poca ó ninguna capacidad para sucederle; el segundo [Martín] es de la Compañía de Jesús, [por lo que] así vendrá a heredar el estado el tercero, llamado don Eugenio, menino de la Reina [Margarita de Austria], muy cuerdo y de buen entendimiento.
Debió de morir poco después de su ingreso en la orden y si  haber llegado a realizar los cuatro votos para convertirse en padre jesuita.